# (6195) Nukariya
(6195) Nukariya (1990 VL2) – planetoida z pasa głównego planetoid okrążająca Słońce w ciągu 3,99 lat w średniej odległości 2,51 au. Odkryta 13 listopada 1990 roku.